# Nova N 176

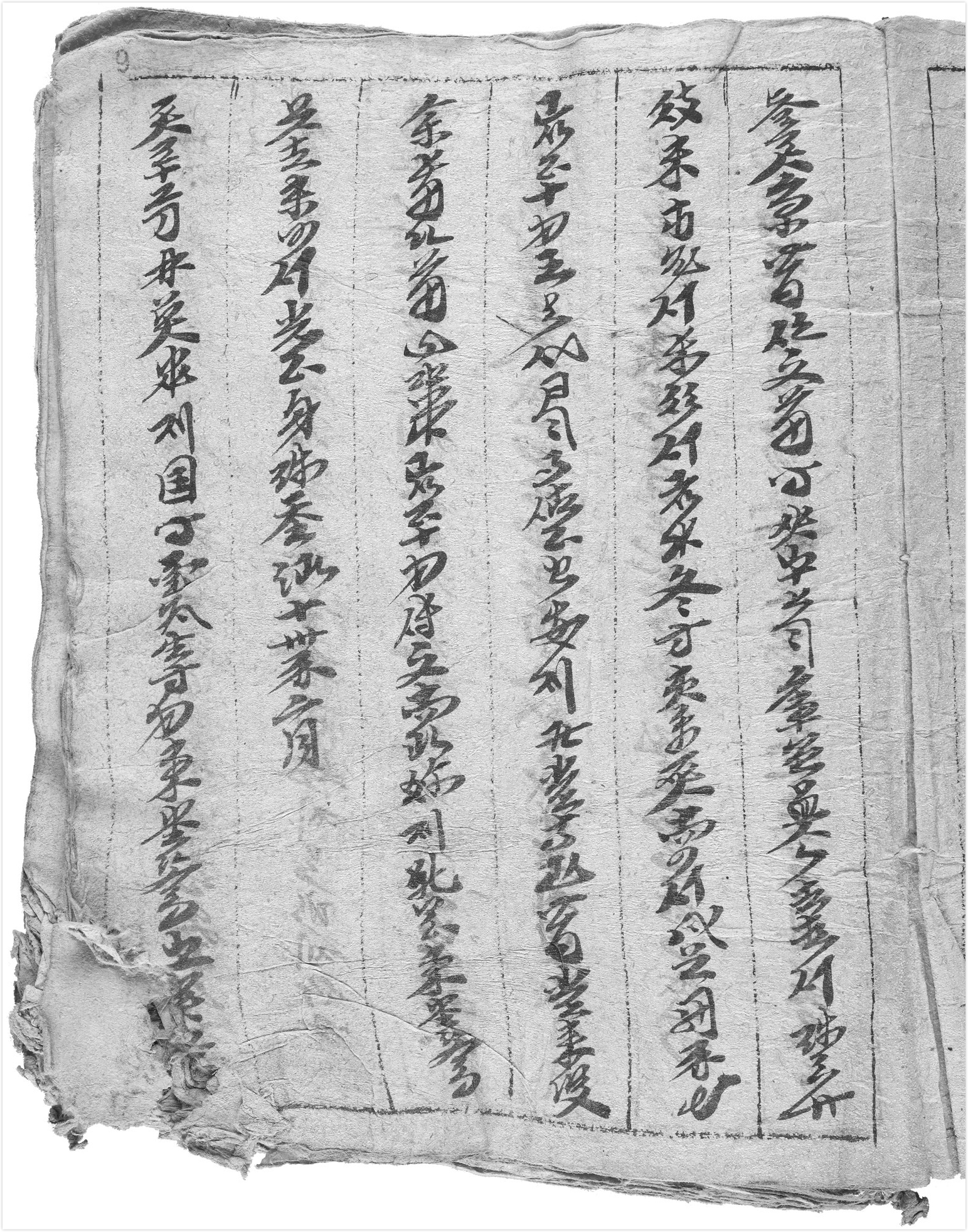
Folio 9 del códice manuscrito Nova N 176

Nova N 176 es un códice manuscrito sin descifrar que se conserva en el Instituto de Manuscritos Orientales (IOM) de la Academia Rusa de Ciencias en San Petersburgo, Rusia. El manuscrito, de procedencia incierta, ingresó en la colección del OIM en 1954, y durante más de cincuenta años nadie pudo identificar con certeza en qué idioma o escritura estaba escrito el texto del manuscrito. No fue hasta 2010 que el investigador de la OIM Viacheslav Zaytsev pudo demostrar que el manuscrito está escrito en escritura khitan grande, uno de los dos sistemas de escritura en gran medida sin descifrar utilizados para la ahora extinta lengua khitan durante los siglos X-XII por el pueblo khitan, quien fundó el Imperio Liao en el noreste de China.

## Descripción
El manuscrito está almacenado en el fondo Nova de manuscritos chinos en el IOM (número de clasificación N 176, número de inventario 1055) y consta de nueve cuadernillos cosidos entre sí, un cuadernillo suelto y siete folios sueltos, en total 63½ folios (127 hojas), junto con un trozo de funda de tela con caracteres khitan. El códice tiene una encuadernación de cuero marrón de tipo islámico, que puede ser o no la encuadernación original.
Cada página del manuscrito tiene seis columnas de texto rayadas, cada columna comprende entre 17 y 26 caracteres escritos con tinta y letra cursiva. La mayor parte del manuscrito parece estar escrito por una sola mano.

## Historia
La ubicación más antigua conocida para el manuscrito fue el Instituto de Lengua, Literatura e Historia de la Rama Kirguisa de la Academia de Ciencias Soviética. En alguna fecha desconocida (1954 o antes), el manuscrito fue enviado desde el instituto de Kirguistán al Instituto de Estudios Orientales (IOS) de Moscú para su identificación y descifrado, y en noviembre de 1954, fue enviado desde Moscú al Departamento de Manuscritos Orientales. del IOS (más tarde Instituto de Manuscritos Orientales) en Leningrado, donde ha permanecido desde entonces.
Se desconoce dónde se encontró exactamente el manuscrito, pero Kirguistán se encuentra dentro del área del Kanato Kara-Khitan (también conocido como Liao Occidental), fundado por los khitan después del derrocamiento del Imperio Liao por los yurchen, por lo que Zaytsev sugiere que el libro probablemente provino de un sitio de Liao Occidental. Además, como los kara-khitan todavía utilizaban la escritura khitan, es posible que el libro haya sido escrito durante el período Liao Occidental (1124-1218) en lugar de ser una reliquia de la dinastía Liao traída al oeste con los khitan que huían. Zaytsev señala la posibilidad de que el libro haya sido descubierto durante las excavaciones de la ciudad de Suyab en la Ruta de la Seda (la actual Ak-Beshim en el distrito de Chuy en Kirguistán) durante 1953-1954.
El manuscrito fue catalogado en la colección del IOM como un manuscrito escrito en lengua yurchen, y el consenso general de los pocos eruditos que pudieron examinarlo fue que probablemente estaba escrito en escritura yurchen. A pesar de la probable importancia de este manuscrito, no se publicó ninguna investigación al respecto hasta 2010, cuando Zaytsev presentó sus hallazgos iniciales sobre el lenguaje y la escritura del manuscrito en la sesión científica anual del IOM.

## Contenido
En 2015, Zaytsev propuso que el manuscrito constara de ocho textos escritos por varios escribas, el mayor de los cuales es un texto histórico que se autodenomina “Registro de los Khagan del Gran Estado Central *hulʤi Khitan”. Lo identifica con un texto perdido de Liao mencionado en registros chinos. Actualmente el manuscrito está en su mayor parte sin descifrar y se desconoce el contenido de los demás textos. Existen diferencias significativas en el vocabulario entre el manuscrito y las inscripciones conmemorativas conocidas.

## Descifrado
Leer el manuscrito es un gran desafío, ya que no sólo la escritura khitan grande está en gran parte sin descifrar, sino que el texto del manuscrito está escrito en un estilo de escritura cursiva no documentado previamente, lo que hace difícil hacer coincidir los caracteres tal como están escritos en el manuscrito con las formas de caracteres escritos en inscripciones monumentales. Hasta la fecha, sólo se han identificado y leído algunos caracteres khitan individuales (por ejemplo, "estado" y "emperador") y dos breves tramos de texto que corresponden al texto encontrado en inscripciones monumentales en escritura khitan grande. Zaytsev identificó ocho caracteres al final de la quinta columna de la hoja 9 como la fecha "Chongxi, año 14, segundo mes", y siete caracteres al comienzo de la sexta columna de la misma hoja como "Gran Estado Central [?] de Khitan". Los caracteres que significan "Gran Estado Central [?] de Khitan" son exactamente los mismos que los primeros siete caracteres del Memorial de la Princesa de Yongning Commandery (chino 永寧郡公主), fechado en 1087. El nombre de la era Chongxi está atestiguado en varias piedras conmemorativas con escritura khitan grande, y el año 14 de la era Chongxi es el año 15 del reinado del emperador Xingzong de Liao, correspondiente al año 1045, lo que indica que el manuscrito no puede haber sido escrito antes de 1045.

## Relevancia
Se conoce un número relativamente grande de inscripciones conmemorativas escritas tanto en escritura khitan grande como en escritura khitan pequeña, pero no se conservan libros impresos en ninguna de las escrituras khitan ni glosarios chinos del idioma khitan. Hasta hace poco, los únicos ejemplos conocidos de texto khitan que no estaban inscritos en piedra o artefactos portátiles eran cinco caracteres de escritura khitan grande registrados por Wang Yi, 王易, quien fue mandado como enviado a los khitan en 1058, y que se reproducen en un libro del siglo XIV sobre caligrafía escrito por Tao Zongyi, 陶宗儀. En 2002, se identificó en la colección de la Academia de Ciencias y Humanidades de Berlín-Brandenburgo un pequeño fragmento de un manuscrito khitan con siete caracteres de khitan grande y glosas interlineales en antiguo uigur. Nova N 176 es, por tanto, el único ejemplo conocido de un texto manuscrito completo escrito en lengua khitan (en cualquiera de las dos escrituras khitan) que ha sobrevivido hasta nuestros días.
Este no sólo es el único texto manuscrito completo en khitan que se ha descubierto, sino que es, con mucho, el ejemplo más largo de cualquier texto escrito en escritura khitan grande; de hecho, su longitud estimada de aproximadamente 15.000 caracteres (20 caracteres × 6 columnas × 127 páginas) es equivalente a la de todo el corpus de inscripciones monumentales conocidas escritas en escritura khitan grande (dada en 15.000 caracteres por Wu y Janhunen).